# Macrobunidae
Macrobunidae zijn een familie van spinnen bestaande uit 10 geslachten. 

## Geslachten
De volgende geslachten zijn bij de familie ingedeeld:
- Anisacate Mello-Leitão, 1941
- Auximella Strand, 1908
- Callevopsis Tullgren, 1902
- Cavernocymbium Ubick, 2005
- Chresiona Simon, 1903
- Chumma Jocqué, 2001
- Emmenomma Simon, 1884
- Funny Lin & Li, 2022
- Hicanodon Tullgren, 1901
- Huoyanluo Lin & Li, 2024
- Livius Roth, 1967
- Macrobunus Tullgren, 1901
- Malenella Ramírez, 1995
- Naevius Roth, 1967
- Neoporteria Mello-Leitão, 1943
- Obatala Lehtinen, 1967
- Parazanomys Ubick, 2005
- Pseudauximus Simon, 1902
- Retiro Mello-Leitão, 1915
- Rubrius Simon, 1887
- Tasmabrochus Davies, 2002
- Tasmarubrius Davies, 1998
- Teeatta Davies, 2005
- Urepus Roth, 1967
- Yupanquia Lehtinen, 1967
- Zanomys Chamberlin, 1948